# Van der Duyn

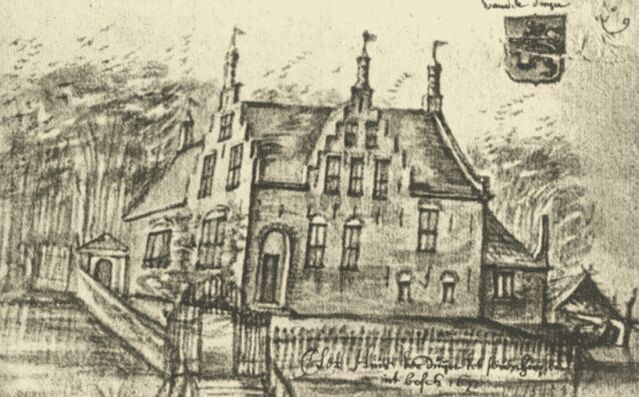
„Huis ter Duyn“ in Zevenhuizen, 1673

Das Geschlecht der van der Duyn war eine niederländische Familie von hochadeliger Abstammung.

## Historie
Das Geschlecht entstammte via den Stammherrn der Brederodes aus dem Geschlecht der van Teylingen und somit in männlicher Linie aus dem holländischen Grafenhaus der Gerulfinger. Als deren Stammvater gilt Dirk I. van Teylingen-Brederode (um 1180–1236).
Das Geschlecht van der Duyn benannte sich nach dem „Huis ter Duyn“ in Zevenhuizen. Im Jahre 1667 wurde das Geschlecht in die Ritterschaft von Holland aufgenommen. Eine weitere Standeserhebung erhielt das Geschlecht im Jahre 1815, als es für ihren Erstgeborenen den Grafentitel erhielt. Im Jahre 1822 wurden alle Familienmitglieder in den Stand eines Barons erhoben. Im Jahre 1874 wurden einem Familienzweig der Grafentitel für alle deren Mitglieder verliehen. Das Geschlecht starb im Jahre 1947 in männlicher Linie aus.
Als das bedeutendste Familienmitglied gilt der niederländische Politiker Frans Adam van der Duyn van Maasdam (1771–1848), der ein Mitglied in der sogenannten Driemanschap van 1813 war.